# 제이크 카터
제시 앨런 화이트(Jesse Allen White, 1986년 4월 19일 ~ )는 미국의 프로레슬링 선수이다. 제이크 카터(Jake Carter)라는 링네임으로 NXT에 소속되어 있다. 아버지는 빅 밴 베이더이다.